# کاتالیست لبه آینه
کاتالیست لبه آینه (به انگلیسی: Mirror's Edge Catalyst) یا کاتالیزور لبه آینه یک بازی ویدئویی در سبک اول شخص اکشن ماجراجویی سکوبازی است که توسط ئی‌ای دایس توسعه و توسط الکترونیک آرتس در ژوئن ۲۰۱۶ برای مایکروسافت ویندوز، پلی استیشن ۴ و ایکس باکس وان منتشر شد. این یک بازراه‌اندازی از نسخه ۲۰۰۸ بازی لبه آینه است که بر روی شخصیت اصلی داستان به اسم Faith Connors تمرکز دارد.
کاتالیست لبه آینه هنگام انتشار نظرات متوسطی را از منتقدان دریافت کرد، بیشتر منتقدان از گیم پلی و اِلِمان‌های آزاد تعریف و تمجید کردند، اما از داستان و سیستم مبارزات انتقاد کردند.

تصویری از نسخه پری آلفای گیم پلی Mirror's Edge Catalyst. مانند نسخه ۲۰۰۸، faith قادر است با استفاده از اشیا در محیط‌های مختلف، مانند مسیر راه‌آهن که در اینجا نشان داده شده، از محیط‌ها عبور کند.

## بازتاب‌ها
| ناشر                     | امتیاز |
| ------------------------ | ------ |
| دستراکتید                | 8.5/10 |
| الکترونیک گیمینگ مانثلی  | 6/10   |
| گیم اینفورمر             | 6.5/10 |
| گیم رولیشن               | [ ۶ ]  |
| گیم‌اسپات                 | 7/10   |
| گیمز ریدار+              | [ ۸ ]  |
| آی‌جی‌ان                   | 6.8/10 |
| پی‌سی گیمر (ایالات متحده) | 78/100 |
| پولیگان                  | 8/10   |

این بازی در اولین هفته انتشار تنها پس از اورواچ دومین بازی خرده فروشی پرفروش در انگلیس بود. این بازی در دومین هفته انتشار خود به ششمین بازی پر فروش هفته تبدیل شد.
طبق وب سایت تجمع بررسی Metacritic , Mirror's Edge Catalyst نظرات «مختلط یا متوسط» را از منتقدان دریافت کرده‌است. Chris Carter از Destructoid بازبینی مثبتی را در مورد بازی انجام داد و تمرکز بر روی گیم پلی بازی جهان باز را تمجید کرد و گفت که این بازی اکتشاف و حرکت پارکور را «میخ» می‌کند. او احساس کرد از آنجا که گیم پلی بازی در کل سرگرم‌کننده بود، بازیکنان می‌توانند مدت زمان بی پایان را در دنیای بازی بگذرانند. کارتر همچنین تصاویر کلی را «زیبا» خواند و احساس کرد که طراحی محیط به ایجاد جهانی پر از زندگی کمک می‌کند. کارتر از این داستان به دلیل قابل پیش‌بینی بودن و ارائه شخصیت‌های فرعی قابل قبول متنفر نبود اما گفت که قابل بخشش است زیرا بازیکنان قادر به نادیده گرفتن آن و تمرکز بر جنبه‌های گیم پلی هستند.